# 拉莫特费讷隆
拉莫特费讷隆（法語：Lamothe-Fénelon，法語發音：[lamɔt fenlɔ̃]）是法国洛特省的一个市镇，属于古尔东区。

## 地理
拉莫特费讷隆（44°50'5"N, 1°24'51"E）面积13.99 平方千米，位于法国奧克西塔尼大區洛特省，该省份为法国西南部内陆省份，北起顺时针与科雷兹省、康塔爾省、阿韦龙省、塔恩-加龙省、洛特-加龍省和多尔多涅省接壤。
与拉莫特费讷隆接壤的市镇（或旧市镇、城区）包括：纳达亚克德鲁日、圣于连德朗蓬、法若勒、卢皮亚克、马斯克拉、派拉克、鲁菲亚克。

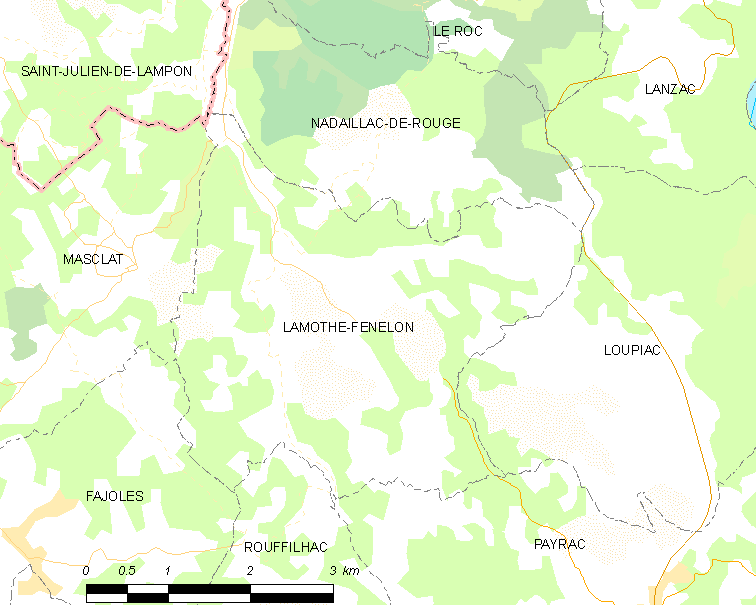
拉莫特费讷隆的OSM定位图

拉莫特费讷隆的时区为UTC+01:00、UTC+02:00（夏令时）。

## 行政
拉莫特费讷隆的邮政编码为46350，INSEE市镇编码为46152。

## 政治
拉莫特费讷隆所属的省级选区为苏亚克县。

## 人口

1962-2008年间拉莫特费讷隆人口变化图示

拉莫特费讷隆于2022年1月1日时的人口数量为318人。